# Куно фон Золмс-Лих
Куно фон Золмс-Лих (на немски: Kuno von Solms-Lich; * 1420; † 1477) е граф на Золмс-Лих.
Той е син на граф Йохан фон Золмс-Лих (1411 – 1457) и съпругата му Елизабет фон Кронберг-Рьоделхайм († 1438), дъщеря на рицар Франк XII фон Кронберг († 1461)) и Катарина фон Изенбург-Гренцау
(† 1465). Внук е на граф Ото I фон Золмс-Браунфелс († 1410) и Агнес фон Фалкенщайн-Мюнценберг († 1409). Брат е на Йоханес († 1457).

## Фамилия
Куно се жени през 1457 г. за вилд- и Рейнграфиня Валпургис фон Даун-Кирбург (* 1440; † 12 декември 1492 или 1493), дъщеря на вилд- и Рейнграф Йохан IV фон Даун-Кирбург († 1476) и графиня Елизабет фон Ханау († 1446). Те имат децата:
- Катарина (ок. 1460 – 1492), омъжена за граф Филип II фон Валдек-Айзенберг (1453 – 1524)
- Маргарета († 1544)
- Валпургис († 1499), омъжена на 2 август 1479 г. в Браунфелс за граф Филип II фон Вирнебург-Зафенберг и Нойенар († 1522/1525)
- Йохан (1464 – 1483)
- Филип фон Солмс-Лих (1468; † 3 октомври 1544), женен I. на 15 февруари 1489 г. за Адриана фон Ханау-Мюнценберг (1470 – 1524); II. за Валпурга Линденлауб
- Бернхард († 1484)
- Мария
- Агнес († 1499)
- Анна
- Елза

Валпургис фон Даун-Кирбург се омъжва втори път 1479 г. за граф Готфрид XII (IX) фон Епщайн († 1522).